# 봉헌자
봉헌자(라틴어: oblatus)는 로마 가톨릭, 정교회, 성공회 , 감리교 등의 기독교 전통에서 신과 성무에 봉헌된 사람을 일컫는다.
봉헌자는 보통 세속 사회에 거주하는 평신도 또는 성직자로, 종신 서원을 한 수도자는 아니나 스스로의 선택으로 수도 공동체에 개별적으로 가입한 사람이다. 봉헌자는 개인 상황과 사전 약정이 허용하는 한 개인 생활에서 수도회 규칙을 최대한 따르기로 하는 공식적인 개인 서약을 행하며, 이들은 수도 공동체의 확장으로 간주된다. 예를 들어, 베네딕토회 봉헌회원은 종종 문서의 이름 뒤에 'OblOSB' 또는 'ObSB'의 형식으로 소속을 나타내는 약자를 포함하기도 한다. 봉헌자는 탁발 수도회의 제3회 회원과 공통점을 공유한다.
오블라투스라는 용어는 일부 수도회의 공식 명칭에서 봉헌의 의미로 사용되기도 한다.

## 저명한 봉헌자
- 보니파시오
- 베다 베네라빌리스
- 하인리히 2세 (신성 로마 황제)
- 힐데가르트 폰 빙엔
- 하느님의 종 도러시 데이